# Скорпиос
Ско́рпиос (греч. Σκορπιός) — остров в Ионическом море у западного побережья Греции, близ города Нидри. Один из немногих частных островов. Административно относится к сообществу Спартохорион в общине Меганисион в периферийной единице Лефкас в периферии Ионические острова. Население 1 человек по переписи 2011 года.

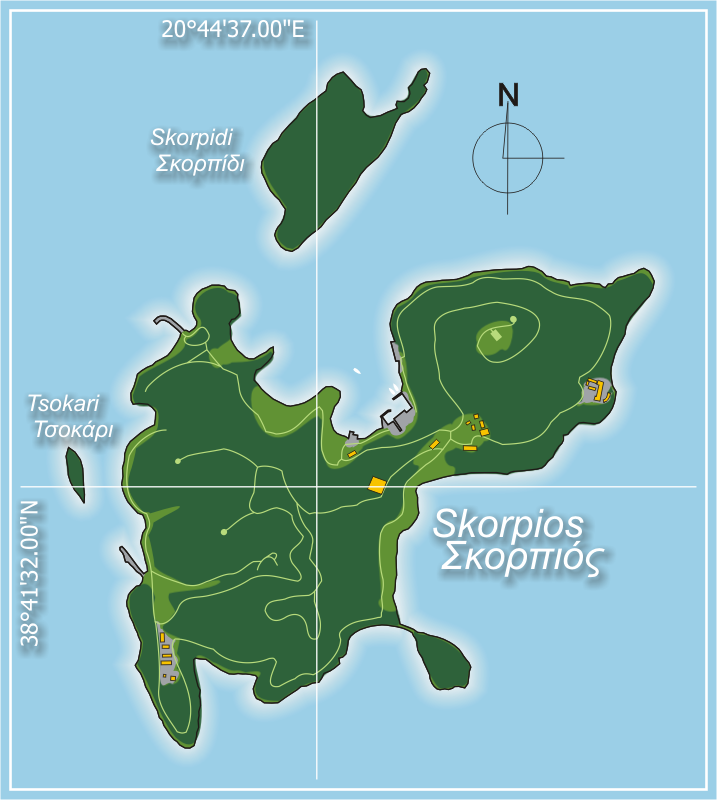
Карта острова Скорпиос

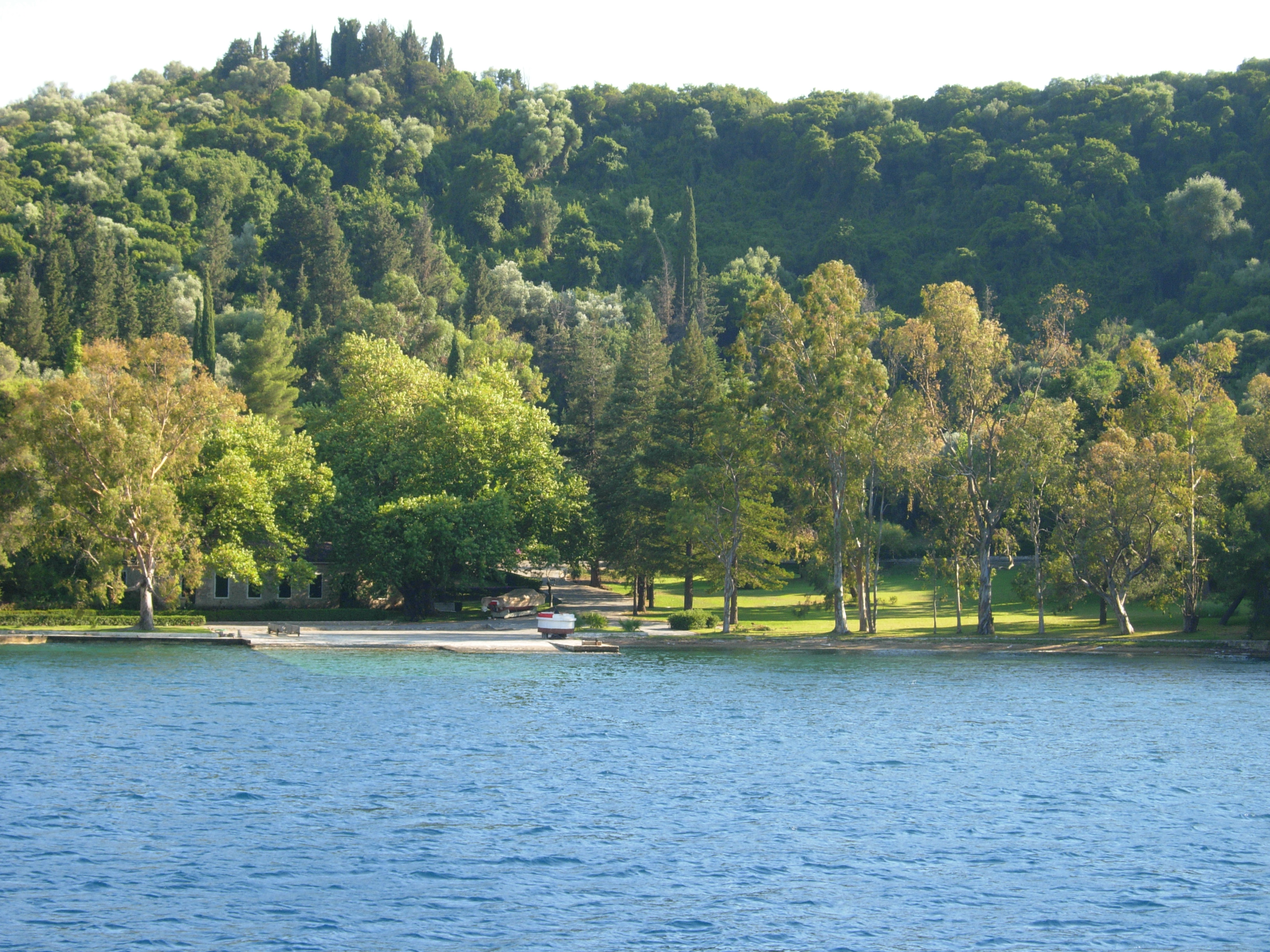
Остров в 2007 году

Представляет собой вытянутый остров, протяжённостью около километра. На острове имеется три жилых дома, вертолётная площадка и причал для яхты.
В 1962 году остров приобрёл Аристотель Онассис за 3,5 млн драхм (по состоянию на 2013 год — менее полумиллиона рублей). В 1968 году миллиардер отпраздновал на острове свадьбу с Жаклин Кеннеди, вдовой президента США Джона Кеннеди. После кончины в 1975 году Аристотеля Онассиса его тело было захоронено на острове. Здесь также покоятся его дочь Кристина (мать внучки Афины, которой до последнего времени принадлежал остров) и трагически погибший сын Александр. На содержание острова уходит около 1,5 млн евро в год.
В апреле 2013 года компания, входящая в траст, действующий в интересах Екатерины Рыболовлевой (дочери российского миллиардера Дмитрия Рыболовлева), заключила договор на аренду сроком на 99 лет группы островов у западного побережья Греции, в том числе острова Скорпиос и Спарти. Рыболовлев заплатил за острова 126 млн долларов США.

## Население
| Год  | Население, человек |
| ---- | ------------------ |
| 1991 | 3                  |
| 2001 | 2                  |
| 2011 | ↘ 1                |